# Lista de navios brasileiros atacados na Segunda Guerra Mundial
Esta é uma lista dos navios brasileiros atacados pelas forças do Eixo, durante a Segunda Guerra Mundial. Os navios estão ordenados cronologicamente entre os anos de 1941 e 1943.

## Lista dos navios atacados
| #   | Data                    | Navio                                 | Tipo Tonelagem              | Comandante                           | Agressor Causa         | Local e Posição                                                                            | Salvos | Mortos |
| --- | ----------------------- | ------------------------------------- | --------------------------- | ------------------------------------ | ---------------------- | ------------------------------------------------------------------------------------------ | ------ | ------ |
| 1º  | 22 de março de 1941     | Taubaté(d)                            | cargueiro 5 099             | Mário Fonseca Tinoco                 | ataque aéreo           | Egito · Mar Mediterrâneo                                                                   | 12     | 1      |
| 2º  | 15 de fevereiro de 1942 | Buarque                               | cargueiro/ passageiro 5 152 | João Joaquim de Moura                | U-432 torpedo          | Estados Unidos · costa da Carolina do Norte · 60 mn do Cabo Hatteras · 36° 35' N 75° 20' O | 84     | 1      |
| 3º  | 18 de fevereiro de 1942 | Olinda                                | cargueiro 4 085             | Jacob Benemond                       | U-432 tiros de canhão  | Estados Unidos · costa da Virgínia · 37° 30' N 75° O                                       | 46     | 0      |
| 4º  | 25 de fevereiro de 1942 | Cabedelo (Cabedello)                  | cargueiro 3 557             | Pedro Veloso da Silveira(†)          | Da Vinci torpedo       | Atlântico Norte-Central 16° N 49° O                                                        | 0      | 54     |
| 5º  | 7 de março de 1942      | Arabutã (Arabutan)                    | cargueiro 7 874             | Aníbal Alfredo do Prado              | U-155 torpedo          | Estados Unidos · costa da Carolina do Norte · 81 mn do Cabo Hatteras · 35° 15' N 73° 55' O | 50     | 1      |
| 6º  | 8 de março de 1942      | Cairu (Cayrú)                         | cargueiro/ passageiro 5 152 | José Moreira Pequeno(†)              | U-94 torpedo           | Estados Unidos · 130 mn a SE de Nova York · 39° 10' N 72° 02' O                            | 36     | 53     |
| 7º  | 1º de maio de 1942      | Parnaíba (Parnahyba)                  | cargueiro 6 692             | Raul Francisco Diégoli               | U-162 torpedo          | Atlântico Norte-Central a leste de Trinidad e Tobago 10° 12' N 57° 12' O                   | 65     | 7      |
| 8º  | 18 de maio de 1942      | Comandante Lira(d) (Commandante Lyra) | cargueiro 5 052             | Severino Sotero de Oliveira          | Barbarigo torpedo      | Atlântico Norte-Central a 900 km a NE de Natal 2° 59' S 34° 10' O                          | 50     | 2      |
| 9º  | 24 de maio de 1942      | Gonçalves Dias                        | cargueiro 4 996             | João Batista G. de Figueiredo        | U-502 torpedo          | Mar do Caribe 16° 09' N 70° O                                                              | 46     | 6      |
| 10º | 1º de junho de 1942     | Alegrete                              | cargueiro 5 970             | Eurico Gomes de Sousa                | U-156 torpedo          | Mar do Caribe 13° 40' N 61° 30' O                                                          | 64     | 0      |
| 11º | 5 de junho de 1942      | Paracuri (Paracury)                   | veleiro 265                 | n/d                                  | U-159 tiros de canhão. | Mar do Caribe 17° 30' N 68° 34' O                                                          | n/d    | n/d    |
| 12º | 26 de junho de 1942     | Pedrinhas                             | cargueiro 3 666             | Ernesto Mamede Vidal                 | U-203 torpedo          | Atlântico Norte 500 km a NE de Porto Rico 23° 07' N 62° 34' O                              | 48     | 0      |
| 13º | 26 de julho de 1942     | Tamandaré                             | cargueiro 4 942             | José Martins de Oliveira             | U-66 torpedo           | Atlântico Norte-Central a NE de Trinidad e Tobago 11° 34' N 60° 30' O                      | 48     | 4      |
| 14º | 28 de julho de 1942     | Barbacena                             | cargueiro 4 772             | Aécio Teixeira da Cunha              | U-155 torpedo          | Oceano Atlântico a leste de Barbados 13° 10' N 56° O                                       | 56     | 6      |
| 15º | 28 de julho de 1942     | Piave                                 | navio-tanque 2 347          | Renato Ferreira da Silva(†)          | U-155 torpedo          | Oceano Atlântico 100 mn a leste de Barbados 12° 30' N 55° 47' O                            | 34     | 1      |
| 16º | 15 de agosto de 1942    | Baependi (Baependy)                   | passageiros 4 801           | João Soares da Silva(†)              | U-507 torpedo          | Brasil · ao largo da foz do Rio Real, · divisa de Sergipe e Bahia · 11° 50' S 37° O        | 36     | 270    |
| 17º | 15 de agosto de 1942    | Araraquara                            | passageiros 4 871           | Lauro Augusto Teixeira de Freitas(†) | U-507 torpedo          | Brasil · ao largo da foz do Rio Real, · divisa de Sergipe e Bahia · 12° S 37° 09' O        | 11     | 131    |
| 18º | 16 de agosto de 1942    | Aníbal Benévolo (Annibal Benevolo)    | passageiros 1 905           | Henrique Jacques Mascarenhas         | U-507 torpedo          | Brasil · costa norte da Bahia · 11° 41' S 37° 21' O                                        | 4      | 150    |
| 19º | 17 de agosto de 1942    | Itagiba (Itagibe)                     | passageiros 2 169           | José Ricardo Nunes                   | U-507 torpedo          | Brasil · 30 mn ao sul de Salvador, Bahia · 13° 20' S 38° 40' O                             | 145    | 36     |
| 20º | 17 de agosto de 1942    | Arará                                 | cargueiro 1 075             | José Coelho Gomes                    | U-507 torpedo          | Brasil · 30 mn ao sul de Salvador, Bahia · 13° 20' S 38° 49' O                             | 15     | 20     |
| 21º | 19 de agosto de 1942    | Jacira (Jacyra)                       | barcaça de carga 89         | Norberto Hilário dos Santos          | U-507 explosivos       | Brasil · ao largo de Ilhéus, Bahia · 14° 30' S 38° 40' O                                   | 6      | 0      |
| 22º | 28 de setembro de 1942  | Osório (Ozorio)                       | cargueiro 2 730             | Almiro Galdino de Carvalho(†)        | U-514 torpedo          | Brasil · costa do Pará · 0° 03' N 47° 45' O                                                | 34     | 5      |
| 23º | 28 de setembro de 1942  | Lajes (Lages)                         | cargueiro 5 472             | Osvaldo Simões da Silva              | U-514 torpedo          | Brasil · costa do Pará · 0° 13' N 47° 47' O                                                | 46     | 3      |
| 24º | 28 de setembro de 1942  | Antonico                              | cargueiro 1 223             | Américo de Moura Medeiros(†)         | U-516 torpedo          | Guiana Francesa · 6° 17' N 52° 35' O                                                       | 24     | 16     |
| 25º | 3 de novembro de 1942   | Porto Alegre                          | cargueiro 5 187             | José Francisco P. de Medeiros        | U-504 torpedo          | África do Sul · ao largo de Port Elizabeth · 35° 27' S 28° 02' E                           | 57     | 1      |
| 26º | 22 de novembro de 1942  | Apalóide                              | cargueiro 3 766 .           | José dos Santos Silva                | U-163 torpedo          | Oceano Atlântico a leste das Pequenas Antilhas 13° 28' N 54° 42' O                         | 52     | 5      |
| 27º | 18 de fevereiro de 1943 | Brasilóide                            | cargueiro 6 075             | Eurico Gomes de Souza                | U-518 torpedo          | Brasil · 60 km ao N de Salvador, Bahia · 12° 47' S 37° 33' O                               | 50     | 0      |
| 28º | 2 de março de 1943      | Afonso Pena (Affonso Penna)           | cargueiro/ passageiro 3 540 | Euclides de Almeida Basílio          | Barbarigo torpedo      | Brasil · ao largo de Porto Seguro, Bahia · 16° 14' S 36° 03' O                             | 117    | 125    |
| 29º | 1º de julho de 1943     | Tutoia (Tutoya)                       | cargueiro 1 125             | Acácio de Araújo Farias(†)           | U-513 torpedo          | Brasil · ao largo de Iguape, São Paulo · 24° 43' S 47° 19' O                               | 30     | 7      |
| 30º | 4 de julho de 1943      | Pelotaslóide                          | cargueiro 5 228             | Jony Pereira Máximo                  | U-590 torpedo          | Brasil · ao largo de Salinópolis, Pará · 0° 24' S 47° 36' O                                | 37     | 5      |
| 31º | 22 de julho de 1943     | Shangri-lá                            | pesqueiro 20                | João da Costa Marques(†)             | U-199 tiros de canhão  | Brasil · ao largo do Arraial do Cabo · Rio de Janeiro · 22° 29' S 41° 09' O                | 0      | 10     |
| 32º | 31 de julho de 1943     | Bagé                                  | cargueiro/ passageiro 8 235 | Arthur Monteiro Guimarães(†)         | U-185 torpedo          | Brasil · ao largo da foz do Rio Real, · divisa de Sergipe e Bahia · 11° 29' S 36° 58' O    | 106    | 28     |
| 33º | 26 de setembro de 1943  | Itapagé                               | passageiros 4 998           | Antônio da Barra                     | U-161 torpedo          | Brasil · litoral de Alagoas · 10° 04' S 35° 54' O                                          | 50     | 22     |
| 34º | 23 de outubro de 1943   | Campos                                | cargueiro/ passageiro 4 663 | Mário Amaral Gama                    | U-170 torpedo          | Brasil · litoral de São Paulo · 24° 42' S 45° 45' O                                        | 51     | 12     |
| 35º | 19 de julho de 1944     | Vital de Oliveira                     | navio auxiliar 1 737        | Cap. João Batista M.G. Roxo          | U-861 torpedo          | Brasil · ao largo do Farol de São Tomé, · Rio de Janeiro · 22° 29' S 41° 09' O             | 176    | 99     |

Total: 1 081 mortos e 1 686 sobreviventes.
Legendas:
(†) Comandante do navio morto no evento.
(d) Navio danificado, não houve o afundamento da embarcação.